# Гонитба
„Гонитба“ е български телевизионен игрален филм от 1979 година на режисьора Васил Мирчев, по сценарий на Пламен Цонев. Оператор е Цветан Чобански, музиката е на Румяна Мартон, а художник е Мари-Терез Господинова

## Актьорски състав
| В главните роли               | Изпълнител       |
| ----------------------------- | ---------------- |
| горския пазач Карабоил        | Никола Дадов     |
| лесничея Жеко                 | Богомил Симеонов |
| журналистът                   | Стефан Данаилов  |
| приятелката на журналиста     | Надежда Казасян  |
| познатият                     | Михаил Михайлов  |
| Божурка, внучката на Карабоил | Бисерка Колева   |
|                               | Димитър Иванов   |
|                               | Иван Йорданов    |
|                               | Яким Михов       |
|                               | Евгени Бакалов   |
|                               | Валентин Тодоров |